# Arnensee
Der Arnensee – offiziell Arnesee – (frz. Lac d’Arnon) ist ein Stausee in der Nähe von Gsteig im Schweizer Kanton Bern auf 1541 m ü. M. in den Waadtländer Voralpen.
Ein 17 Meter hohe Erdschüttdamm staut den Tschärzisbach auf, so dass der Arnensee von der Romande Energie, Morges, zur Stromerzeugung genutzt werden kann. Dafür stehen nacheinander drei Turbinen im französischsprachigen Kanton Waadt in Les Diablerets (5 MW, 380 m Fallhöhe), Gemeinde Ormont-Dessus sowie in Pont de la Tine (3,5 MW, 350 m Fallhöhe) und schließlich in Les Farettes (5,5 MW, 350 m Fallhöhe, 20 km entfernt) in der Gemeinde Aigle. Die Dammkrone ist 140 Meter lang. Der Stausee hat ein Volumen von 11,9 Mio. m³, eine Länge von 1,5 Kilometern und eine Oberfläche von 45 Hektare. Der Staudamm wurde 1942 fertiggestellt.
Eine gebührenpflichtige Fahrstrasse führt von Feutersoey bis zum Staudamm, in dessen Nähe sich ein Restaurant befindet.

## Arnesee Rundweg
Ein Waldlehrpfad mit Hinweistafeln zu Pflanzen und Tieren, deren Lebensraum die Wälder um den Arnesee darstellt, führt rund um diesen schönen Stausee. Am Südzipfel befindet sich ein Grillplatz.